# Nunkas
Nunkas ist eine Wüstung (Dorfstelle) im heutigen Truppenübungsplatz Grafenwöhr. Sie gehört zum Gemeindegebiet der Stadt Grafenwöhr.

## Geschichte
Die vermutlich ursprünglich wendische Siedlung wurde erstmals im Jahr 1008 urkundlich erwähnt. Die Gemeinde wurde 1818 durch das Gemeindeedikt in Bayern eingerichtet. 1925 bestand sie neben dem Kernort aus den Ortsteilen Dörnlasmühle, Hammergänlas und Wolframs. Sie gehörte zum Bezirksamt Eschenbach und zum Amtsgericht Auerbach. 1933 hatte sie 162 Einwohner. Die Absiedlung und Auflösung der Gemeinde erfolgte 1938/39 (nachträglich durch Bekanntmachung des Bayerischen Staatsministeriums des Innern vom 22. August 1951 verfügt). Die ehemalige Gemeinde gehört zum Kerngebiet des Truppenübungsplatzes Grafenwöhr. Das seit 1939 gemeindefreie Gebiet wurde am 1. Juli 1978 in die Stadt Grafenwöhr eingegliedert.